# Hvězdicová cyrilometodějská pouť na Velehrad

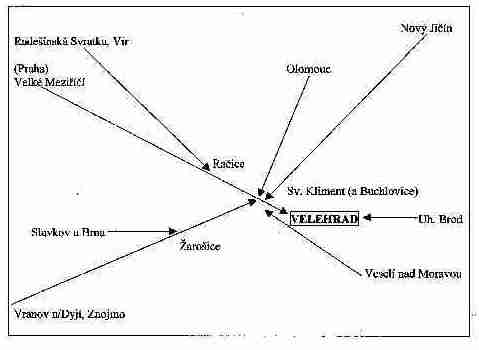
Mapka poutnických proudů

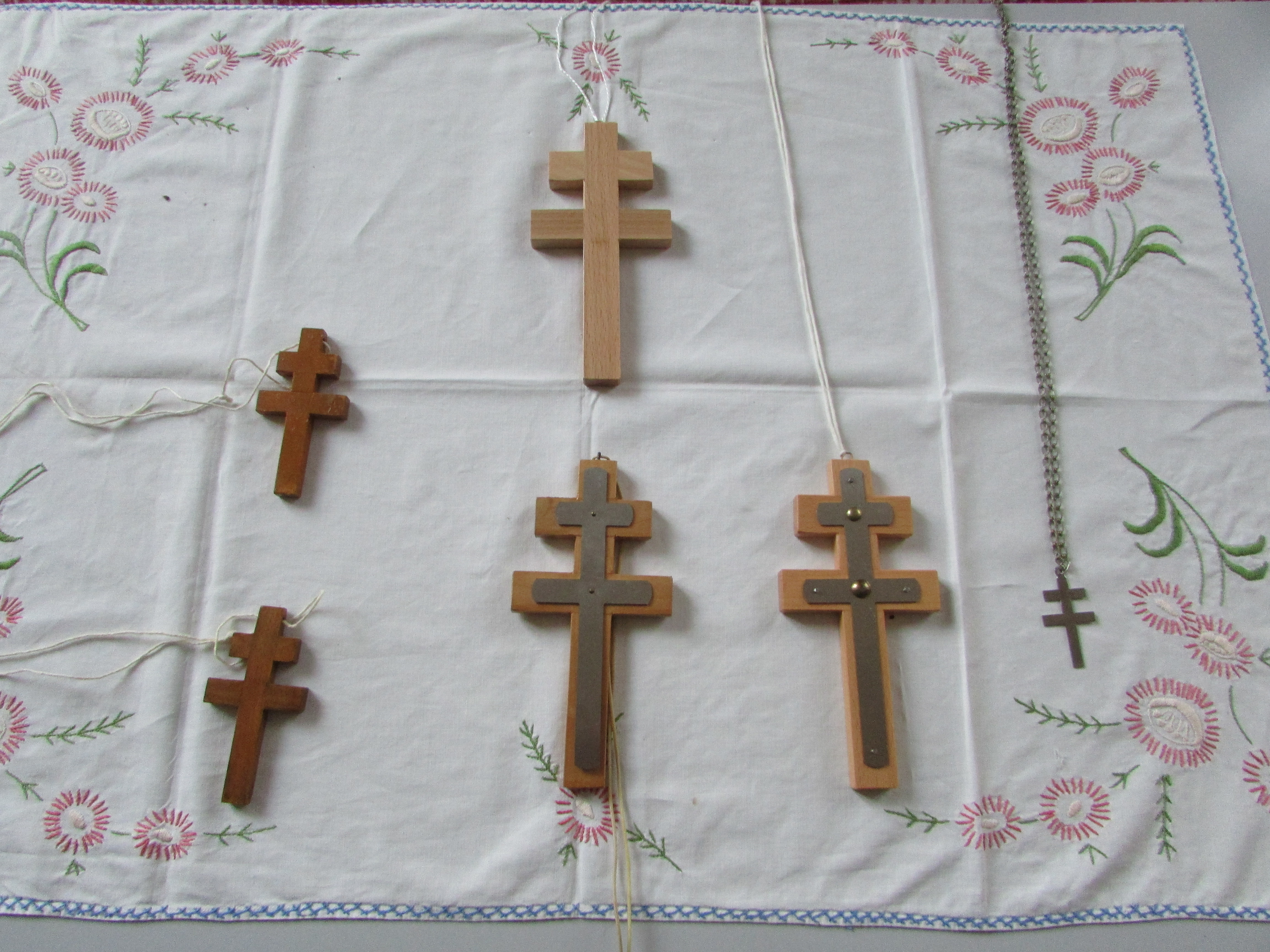
Poutnické kříže hvězdicové cyrilometodějské pouti

Hvězdicová cyrilometodějská pouť je pěší pouť na Velehrad, která vychází z různých míst. Koná se vždy předposlední týden v měsíci srpnu, poutníci putují po pevně stanovených trasách. Nakonec se všichni sejdou v sobotu na mši svaté v bazilice Nanebevzetí Panny Marie a svatého Cyrila a Metoděje na Velehradě.

## Historie poutě

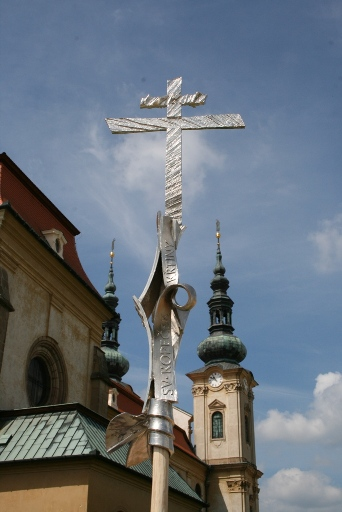
Poutnický kříž od Otmara Olivy

V jubilejním roce 2000 se šest poutníků z Moravy, převážně duchovních, vypravilo z Vranova nad Dyjí do Říma. Pouť trvala od 16. května do 24. června 2000 a poutníci ušli 1178 kilometrů. Pro následující rok se dohodli, že půjdou pěšky na Velehrad. Řím stojí u kolébky křesťanství v Evropě, Velehrad stojí u kolébky křesťanství pro naši vlast. V prvním ročníku v roce 2001 se vycházelo ze tří hlavních směrů, z Vranova nad Dyjí, z Velkého Meziříčí (ke kterému se cestou připojili poutníci z Radešínské Svratky a Víru) a z Veselí nad Moravou. Pouť organizovali místní duchovní Jan Peňáz, Ladislav Kinc, Pavel Habrovec, Jindřich Bartoš, Marek Dunda a Václav Vrba a zúčastnilo se jí tehdy 244 pěších poutníků. V následujících letech se přidávali poutníci z dalších míst, v roce 2020 byli poutníci z 10 hlavních poutních proudů včetně jednoho proudu z Čech a jednoho ze Slovenska, plus čtyři jednotlivci z jiných míst.

## Organizace poutě

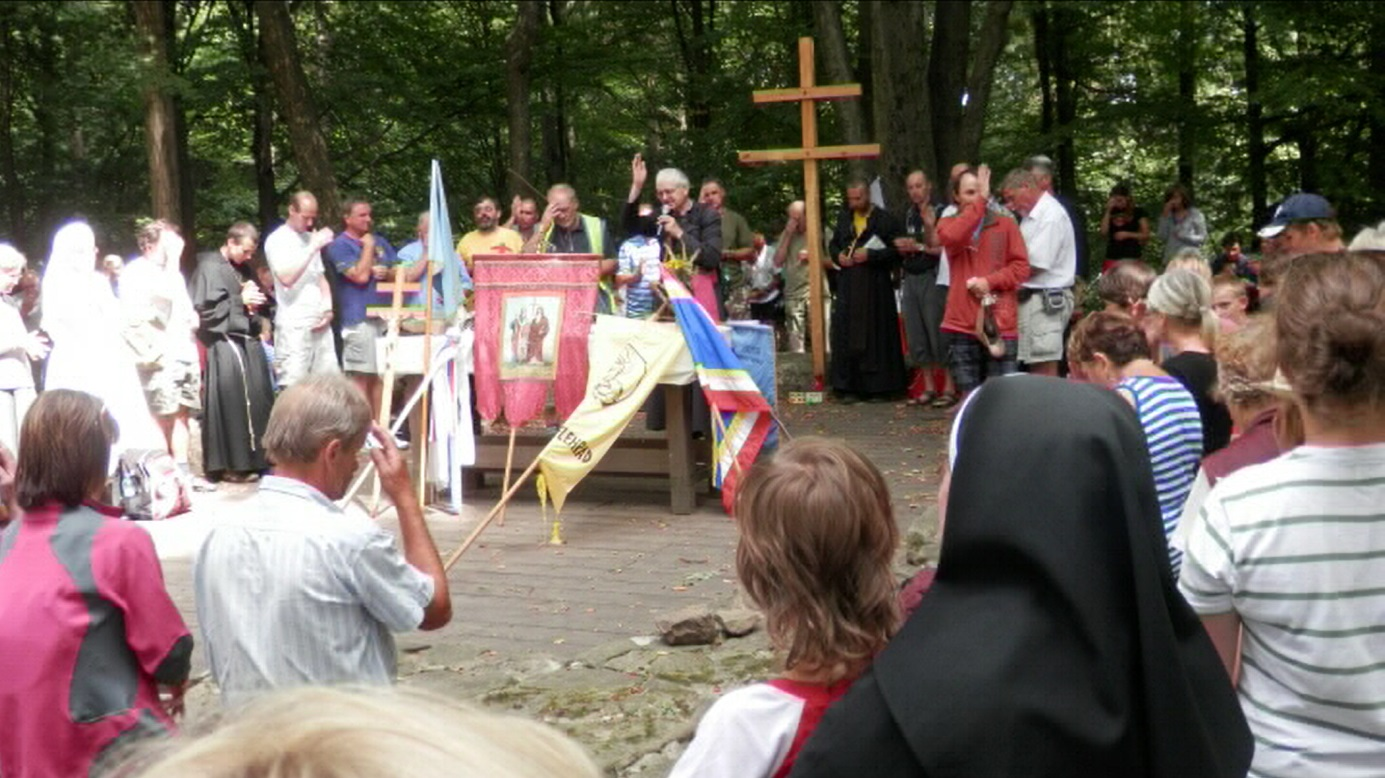
Setkání poutníků hvězdicové pouti na Velehrad při bohoslužbě na Hradisku svatého Klimenta

Pouť se koná každoročně předposlední týden v srpnu. Protože se vychází z míst vzdálených od Velehradu mezi 20 až 150 kilometry, poutníci z daných míst vycházejí v různé dny tak, aby se všichni sešli v sobotu na mši svaté v bazilice Nanebevzetí Panny Marie a svatého Cyrila a Metoděje na Velehradě. Během putování se některé poutnické proudy spojí a dále putují společně. Kromě pěších poutníků přijíždí na závěrečnou mši svatou ještě poutníci autobusy. Organizaci zajišťují duchovní z jednotlivých farností, odkud poutníci putují. Hlavním koordinátorem je Mons. Jan Peňáz. Poutníky doprovázejí doprovodná vozidla, která převážejí občerstvení, zavazadla, eventuálně poutníky, kteří nemohou z různých důvodů v pouti pokračovat. Poutnické proudy s vysokým počtem poutníků mají svou pořádkovou službu vybavenou vysílačkami, která reguluje dopravu na veřejných komunikacích. Stravování si zajištují poutníci samostatně z vlastních zásob, v některých místech poskytují místní občané poutníkům občerstvení. Přenocování je zajišťováno většinou na farách či v tělocvičnách, poslední dvě noci také u místních občanů z farností Milonice, Buchlovice, Boršice. Každý účastník poutě obdrží tzv. zpěvník pro daný rok, ve kterém jsou uvedeny písně, které se během putování zpívají a texty společných modliteb.

## Duchovní program poutě

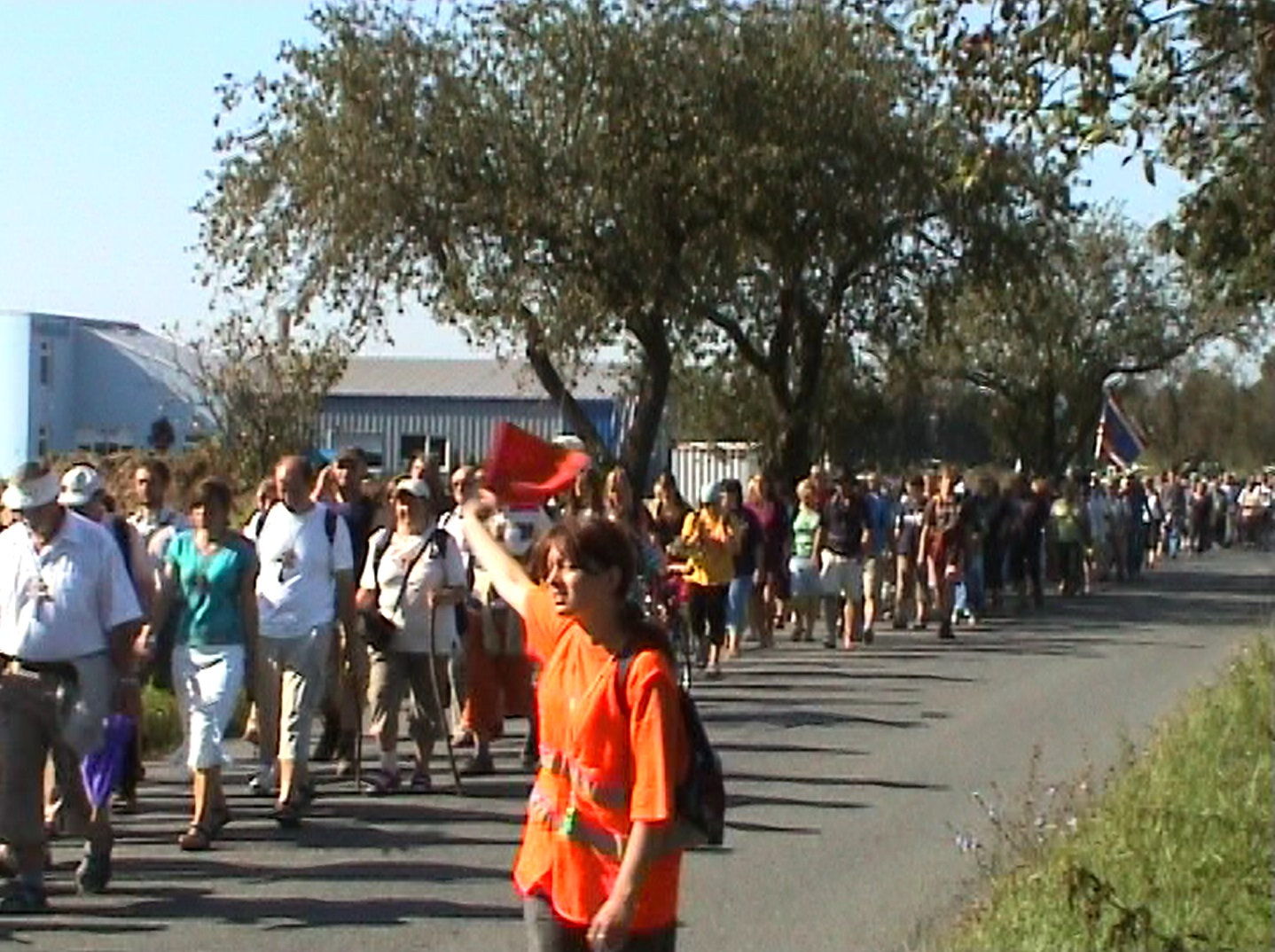
Regulace dopravy během pouti

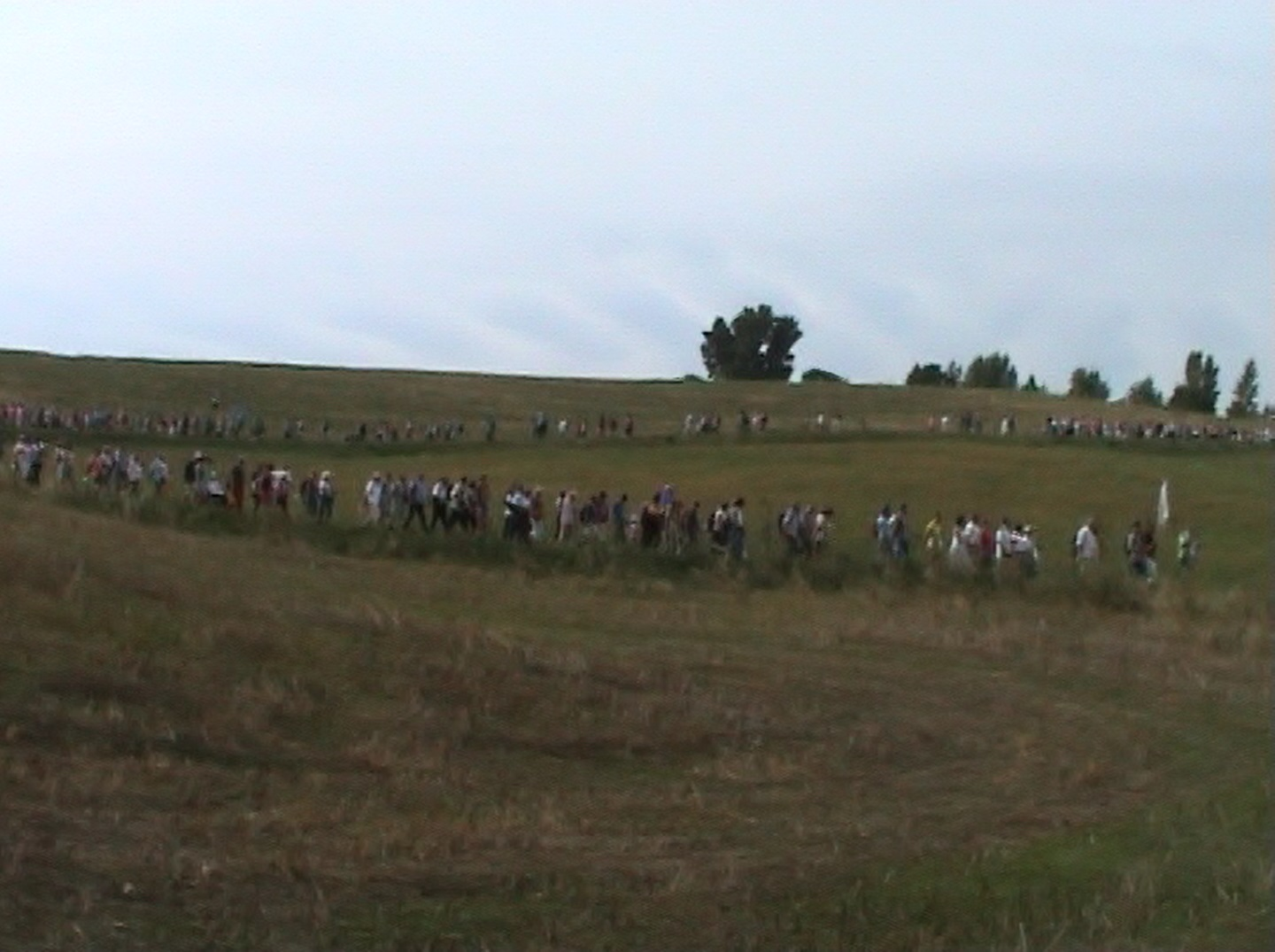
Cyrilometodějští poutníci před Velehradem

Každý poutní den má pevný společný modlitební program: ranní chvály, v poledne modlitba Anděl Páně a během dopoledne radostný růženec za církev v České republice, na úmysly našich biskupů a za farnosti, jimiž procházíme, za nová kněžská povolání a růženec světla za Evropu a její sjednocení na základě křesťanství, za pokoj a dobro ve světě. Odpoledne bolestný růženec za nás poutníky, naše blízké, na naše úmysly a slavný růženec na úmysly Svatého otce a za církev ve světě. Růženec je zakončen tradiční modlitbou z liturgie na svátek sv. Cyrila a Metoděje "Bože, tys poslal našim předkům svatého Cyrila a Metoděje, aby jim hlásali evangelium slovanským jazykem. Dej, ať i my přijímáme s radostí tvé poselství, řídíme se jím ve svém životě a na jejich přímluvu ať jsme všichni spojeni v jednotě víry a lásky. Amen." . Navečer nešpory nebo v cíli poutního dne mše svatá. Při pouti je vždy přítomen duchovní, který zajišťuje duchovní promluvy na náboženská témata, jako např. eucharistie, Písmo svaté, skutky milosrdenství a pod. a možnost přijetí svátosti smíření. Předposlední den pouti se většina poutních proudů sejde na Hradisku svatého Klimenta, k bohoslužbě slova. Poslední den pouti v bazilice na Velehradě má následující program: Obnova zasvěcení Panně Marii z r. 1993, přijetí nových členů a členek do Společenství čistých srdcí, modlitba růžence, mše sv. za poutníky, jejich dobrodince a všechny, které nesli v modlitbách, především za nemocné a rodiny v nesnázích, předávání poutnických křížů, odpoledne přednáška na duchovní téma, adorace a meditace, svátostné požehnání a rozloučení.

## Poutnické atributy
Většina poutních proudů nosí v čele buď prapor nebo kříž. Od roku 2012 se v čele tzv. Velkomeziříčského proudu nosí poutnický kříž, který Matici velehradské věnoval akademický sochař Otmar Oliva. Jedná se o dvouramenný kříž, pod kterým je sedmero stuh se jmény sedmi moravských poutních míst - Velehrad, Svatý Hostýn, Svatý Kopeček, Štípa, Svatý Antonínek, Hradisko svatého Klimenta, Křtiny, která symbolicky zastupují i ta poutní místa, na které se "nedostalo".
Viditelným znamením poutníka na Velehrad je malý dřevěný dvojramenný kříž, zvaný též cyrilometodějský, který hned na začátku pouti obdrží každý nový účastník. Ti, kdo už došli minimálně 3 etapy třikrát až na Velehrad, mohou vstoupit do Cyrilometodějského poutního bratrstva velehradských poutníků. Zápis se koná jednou za rok na Velehradě po dojití hlavní pěší pouti. Poutníci přitom dostávají velký dřevěný cyrilometodějský kříž. Za další 4 roky, při dojití sedmé pouti, dostane poutník velký kříž kovový, který se přibíjí na velký kříž dřevěný. Za dalších 5 let, při dojití dvanácté pouti, se na kov přidá první ozdoba z barevného kovu (většinou z mědi). Za dalších 6 let, při dojití po osmnácté, se přidá druhá ozdoba z barevného kovu. A za dalších 7 let při dokonané pětadvacáté pouti dostane poutník dvojitý cyrilometodějský kříž stříbrný.